# De Onderneming (theater)
De Onderneming was een Vlaams theatergezelschap, in 2006 opgesplitst in LAZARUS en Comp.Marius.

## Leden
- Ryszard Turbiasz
- Günther Lesage
- Robby Cleiren (de Roovers)
- Carly Wijs

## Producties
- La République des rêves (Republiek der dromen)(2004-2005)
- The Notebook / Het Dikke Schrift (2004-2005)
- Het uur van de waarheid (2004-2005)
- The Proof / Het bewijs (2004-2005)
- La petite entreprise / De kleine onderneming (2004-2006)
- Macht der Gewoonte (Franse versie)(2003-2005)
- Marius, Fanny en Cesar (Engelse versie)(2003-2004)
- Wat is denken? (2003-2005)
- 2012 (2003-2004)
- Macht der gewoonte (2003-2004)
- Marius, Fanny et César - la trilogie (2002-2005)
- Het dikke schrift / Het bewijs (Engelse versie) (2002-2004)
- De ideale ernst of het belang van een echtgenoot (2002-2004)
- Het bewijs - Engelse, Franse, Duitse, Hongaarse versie (2001-2002)
- De geverfde vogel (2001-2002)
- De Republiek der dromen (2001-2002)
- Marius (Franse versie) (2001-2005)
- Ça va? (2001-2004)
- Marius, Fanny en César (2001-2005)
- De Kleine Onderneming (2001-2002, 2004-2005)
- Nagras (2000-2005, 2007-2008)
- Sasja danse (2000-2001)
- Slub (2000-2001)
- Trage kogels in concert (1999-2000) (samenwerking met Festival van Vlaanderen Limburg, Limelight, Theater Antigone, Theater Zuidpool, Nieuwpoorttheater)
- Alles wat het geval is (1999-2000)
- The notebook (1999-2002)
- Het Bewijs (1999-2001)
- Hit! (Waarom Claus niet autorijdt) (1999-2000)
- Bêt noir (1999-2001)
- Vuile handen (1998-1999)
- Marius (1998-2000, 2001-2002)
- Het dikke schrift (1997-1998, 1999-2002)
- Suzanna Andler (1997-2000)
- Kipstuk (1997-1998)
- O, o, o (1997-1998)